# Honoré Théodoric d'Albert de Luynes
Cet article possède un paronyme, voir Honoré d'Albert.
Pour les articles homonymes, voir d'Albert.
Honoré Théodoric d’Albert de Luynes, 8e duc de Luynes, né le 15 décembre 1802 à Paris et mort le 14 décembre 1867 à Rome, est un archéologue, collectionneur, numismate et philanthrope français, issu d'une des plus prestigieuses familles de l'aristocratie française.

## Biographie

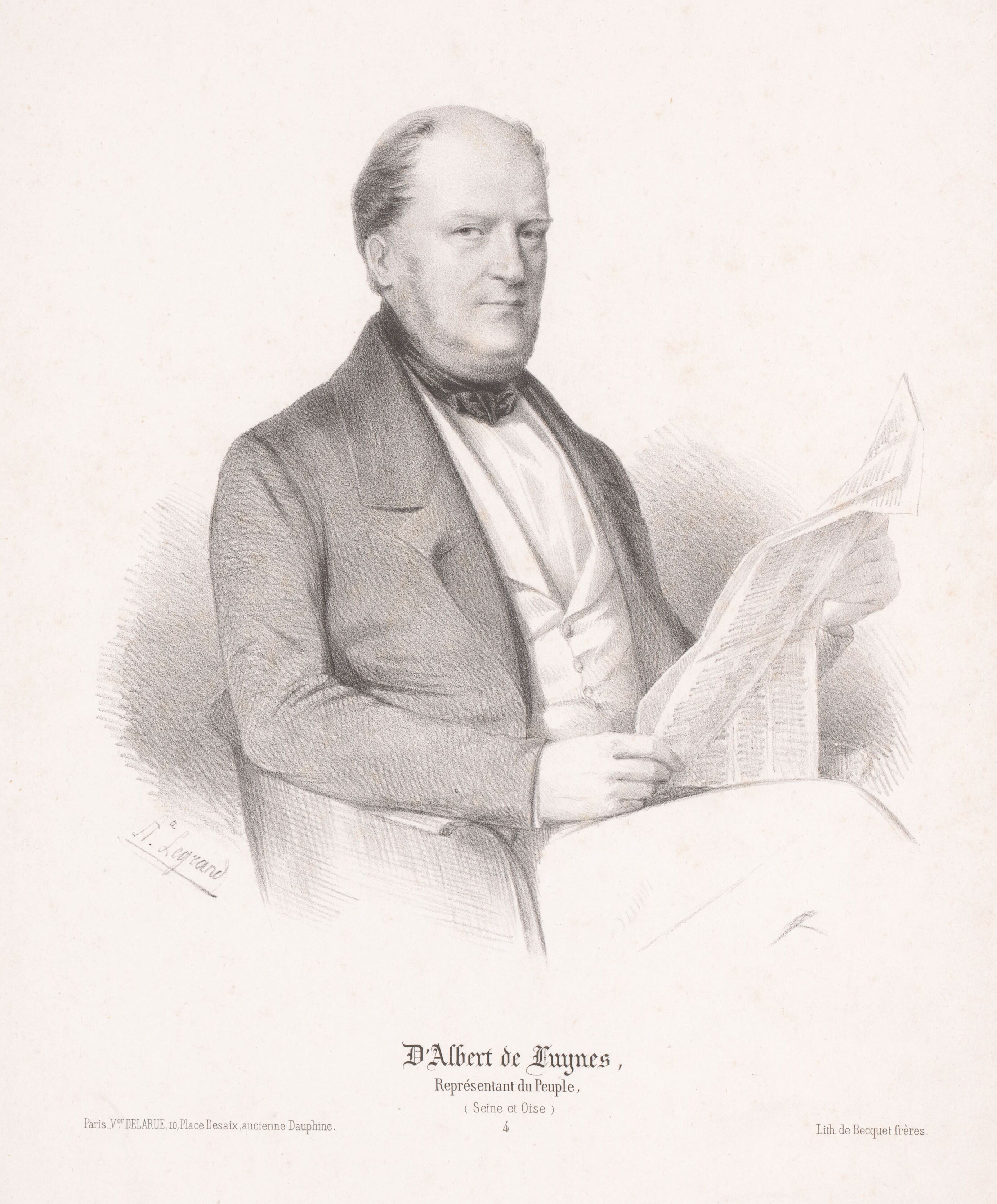
Honoré Théodoric d'Albert de Luynes en député de Seine-et-Oise, 1848-1849

Fils de Charles Marie Paul André d'Albert de Luynes, duc de Chevreuse, et d’Ermesinde de Narbonne-Pelet, Honoré Théodoric d’Albert de Luynes fut député de Seine-et-Oise sous la Deuxième République et représentant à l’Assemblée nationale de 1843 à 1851. Il est l'arrière-grand-père de Philippe d'Albert, 11e duc de Luynes (1905-1993).
Il a acquis une réputation de numismate et d’archéologue, dont témoigne surtout la restauration de son château de Dampierre, près de Paris, pour lequel il commanda à Simart et à Duponchel une grande réplique de la Minerve de Phidias, par les travaux d’art et d’érudition que sa fortune lui permit d’encourager, et la part qu’il y prit lui-même.
Le 8e duc de Luynes a construit aussi la villa Tholozan à Hyères, entourée d'un jardin botanique très riche.
Amateur d'objet d'art, il passa plusieurs commandes à Froment-Meurice dont une célèbre table en repoussé.
Il créa aussi, à la fin de sa vie, un indice autour du pavillon du Château de Dampierre en Yvelines. 

### Un copiste talentueux
Physicien et chimiste[réf. nécessaire], il chercha à retrouver les techniques des céramistes et orfèvres de l'Antiquité et, se transformant en artisan grec, réalisa des répliques quasi parfaites d'objets anciens, tel que ce « spécimen tarentin de boucles d'oreilles de la fin du IVe siècle av. J.-C. », faisant partie de sa collection, ou cette « coupe attique à figures rouges du Ve siècle av. J.-C. ».
Il fut élu membre libre de l’Académie des inscriptions et belles-lettres en 1830 et fait chevalier de la Légion d'honneur.
En 1835, il fonda la revue Annales de l'Institut archéologique avec Quatremère de Quincy, le baron Jean de Witte, Félix Lajard, Charles Lenormant et Raoul Rochette.
En 1855, il offre au Louvre le sarcophage d'Esmunazar II. En décembre 1862, il fait don au Cabinet des médailles de 6 925 monnaies antiques ainsi que de divers objets dont l'olifant de la chartreuse de Portes.
Il voyage encore en 1864 en Palestine avec Louis Lartet et publie le Voyage d'exploration de la mer Morte exécuté en 1864 par le duc de Luynes.
Le fonds du baron de Witte (1808-1889), conservé à la Bibliothèque de l'Institut de France et complété par un lot de lettres déposé au dai de Rome, présente un intérêt majeur, puisque cet archéologue belge assura, aux côtés du duc de Luynes, le secrétariat de la section française et partagea avec Theodor Panofka (1800-1858) la responsabilité de la publication à Paris des Annales et des Monuments inédits, ainsi que des Annales de l'Institut archéologique.

## Photographie
- En 1856, le duc de Luynes lance à Paris au sein de la Société française de photographie un concours visant à récompenser le meilleur procédé de reproduction photomécanique, doté d'un prix important. Ce concours veut consacrer la meilleure technique « pour hâter le moment tant désiré où les procédés de l’imprimerie ou de la lithographie permettront de reproduire les merveilles de la photographie sans l’intervention de la main humaine » ; il est divisé en deux prix : l'un de 2 000 francs pour le meilleur procédé photographique inaltérable, l'autre de 8 000 francs pour la meilleure reproduction photomécanique[8].

## Distinctions
- Pour le Mérite
- Chevalier de la Légion d'honneur

## Publications
- Numismatique et inscriptions cypriotes, Paris, Plon, 1852
- Mémoire sur le sarcophage et l’inscription funéraire d’Esmunazar, roi de Sidon, Paris, Plon, 1856
- Métaponte, Paris, P. Renouard, 1833
- Essai sur la numismatique des satrapies et de la Phénicie sous les rois Achæménides, Paris, Firmin Didot, 1846
- Commentaire historique et chronologique sur les éphémérides, intitulées Diurnali di messer Matteo di Giovenazzo, Paris, Firmin Didot, 1839
- Choix de médailles grecques, Paris, Firmin Didot, 1840
- Voyage d'exploration à la mer Morte, à Petra et sur la rive gauche du Jourdain, Paris, 1875

## Sources
- Gustave Vapereau, Dictionnaire universel des littératures, Paris, Hachette, 1876, p. 1286
- « Honoré Théodoric d'Albert de Luynes », dans Adolphe Robert et Gaston Cougny, Dictionnaire des parlementaires français, Edgar Bourloton, 1889-1891 [détail de l’édition]
- Silvestrelli, Francesca.  Le duc de Luynes et la découverte de la Grande Grèce , CJB - Institut National d'Histoire de l’Art, 2018.  (ISBN 978-2-918887-78-2)
- Une partie de ses archives, comportant de la correspondance datée des années 1850, des notes scientifiques sur la Sicile antique et médiévale ainsi qu'un ensemble de dessins, est conservée à l'Institut national d'histoire de l'art[9].